# Varoš (Svrljig)
Pour les articles homonymes, voir Varoš.
Varoš (en serbe cyrillique : Варош) est un village de Serbie situé dans la municipalité de Svrljig, district de Nišava. Au recensement de 2011, il comptait 91 habitants.
Varoš est situé sur les bords du Svrljiški Timok.

## Démographie
| 1948 | 1953 | 1961 | 1971 | 1981 | 1991 | 2002 | 2011 |
| ---- | ---- | ---- | ---- | ---- | ---- | ---- | ---- |
| 889  | 887  | 760  | 526  | 351  | 261  | 168  | 91   |

|  |